# Głuchów (Kutno)
Pour les articles homonymes, voir Głuchów.
Głuchów (prononciation [ˈɡwuxuf]) est un village de la gmina de Bedlno, du powiat de Kutno, dans la voïvodie de Łódź, situé dans le centre de la Pologne.
Il se situe à environ 22 kilomètres au sud-est de Kutno (siège du powiat) et 44 kilomètres au nord de Łódź (capitale de la voïvodie).
Sa population s'élevait approximativement à 130 habitants en 2006.

## Administration
De 1975 à 1998, le village était attaché administrativement à l'ancienne voïvodie de Płock.

Depuis 1999, il fait partie de la nouvelle voïvodie de Łódź.